# Thomas Gunkel
Thomas Gunkel (geboren am 26. Mai 1956 in Treysa, Schwalm-Eder-Kreis) ist ein deutscher literarischer Übersetzer, der zeitgenössische englischsprachige Literatur ins Deutsche überträgt.

## Werdegang
Gunkel legte 1976 das Abitur ab und machte von 1978 bis 1980 eine Ausbildung zum Erzieher, bevor er von 1985 bis 1991 ein Studium der Germanistik und Geographie an der Philipps-Universität Marburg absolvierte. 1991 begann er, für den Marburger Hitzeroth Verlag englischsprachige Romane ins Deutsche zu übertragen und arbeitet seither als freier Übersetzer, auch für verschiedene Varietäten des Englischen. Er lebt mit seiner Familie in Gilserberg.
Gunkel ist Mitglied im Verband deutschsprachiger Übersetzer literarischer und wissenschaftlicher Werke (VdÜ).

## Auswahl übersetzter Autoren
Paul Auster, Blake Bailey, Josh Bazell, Dermot Bolger, Aidan Chambers, John Cheever, Gerard Donovan,  John Griesemer,   Jon Krakauer, David Leavitt,  Helen Macdonald, Nick McDonell, Stewart O’Nan,  Chaim Potok,  Thomas Savage, William Trevor, Michael Wolff, Chris Womersley, Bob Woodward, Richard Yates.